# Pola Kinski
Pola Kinski (* 23. März 1952 in Berlin als Pola Nakszynski) ist eine deutsche Schauspielerin.

## Leben
Pola Kinski ist die Tochter von Klaus Kinski und seiner ersten Ehefrau, der Sängerin Gislinde Kühbeck. Der Schlagersänger Tommy Kent ist ihr Onkel. Nach der Scheidung ihrer Eltern 1955 wuchs sie zuerst bei ihrer Mutter und später bei ihrem Vater auf. In ihrer im Januar 2013 erschienenen Autobiografie Kindermund thematisiert sie auch den sexuellen Missbrauch durch ihren Vater. Pola Kinski ist die Halbschwester von Nastassja Kinski und Nikolai Kinski.
Im Alter von vier Jahren stand sie am Residenztheater in München erstmals auf der Bühne. Anfang der 1970er Jahre studierte sie Schauspiel an der Otto-Falckenberg-Schule in München. 1974 spielte sie als Gina in Lodewijk de Boers The Family ihre erste Hauptrolle im Malersaal des Deutschen Schauspielhauses Hamburg. Sie arbeitete hier mit Regisseur Peter Zadek und unter dem Intendanten Ivan Nagel. Ab 1977 lebte sie als freiberufliche Schauspielerin in Berlin und Paris.
Seit 1959 wirkte sie in Fernsehfilmen mit, vor allem beim Südwestfunk. Ihre erste bedeutende Fernsehrolle übernahm sie 1976 als aufsässiges Arbeiterkind in Das Ende der Beherrschung. In Wolfgang Staudtes Kinofilm Zwischengleis spielte sie eine Frau, die den von ihr während der Flucht 1945 verschuldeten Tod eines Kindes nicht verwinden kann und sich schließlich das Leben nimmt.
Heute lebt Pola Kinski zusammen mit ihrem Mann in Ludwigshafen am Rhein. Das Paar hat drei Kinder.

## Filmografie
- 1960: Sie schreiben mit – Folge: Das warme Nest (TV)
- 1962: Sie schreiben mit – Folge: Der Volltreffer (TV)
- 1975: Sieben Erzählungen aus der Vorgeschichte der Menschheit (Hochschulfilm)
- 1976: Fehlschuß (TV)
- 1976: Das Ende der Beherrschung (TV)
- 1977: Nur zum Spaß, nur zum Spiel – Kaleidoskop Valeska Gert
- 1977: Sympathy for the Devil – Folge: Als der Teufel seine Musik verlor (TV)
- 1978: Zwischengleis (Kinofilm)
- 1980: Sonntagskinder (Kinofilm)
- 1980: Der Menschenfeind (TV)
- 1981: Don Quichottes Kinder (TV)
- 1981: Ohne Rückfahrkarte (Kinofilm)
- 1981: Im Regen nach Amerika (TV)
- 1983: Nächste Woche ist Frieden (TV)
- 1983: Das Dorf – Leben und Überleben in Dübritz (TV)
- 1983: Stadtliebe (TV)
- 1983: Teufelsmoor – Folge: Georg Kehdings Ehrgeiz (1900) (TV)
- 1985: Ein Fall für zwei: Fluchtgeld (TV)
- 1986: Wanderungen durch die Mark Brandenburg (TV)
- 1987: Komplizinnen (TV)
- 2001: Bella Block: Bitterer Verdacht (TV)
- 2004: Tatort: Hundeleben (TV)
- 2006: Wir werden uns wiederseh’n (Kinofilm)

sonstiges:
- 2013: Beckman (TV-Talkshow)
- 2013: Kölner Treff (TV-Talkshow)
- 2013: Arte-Metropolis (TV-Magazin)

## Werke
- Kindermund. Insel Verlag, Berlin 2013, ISBN 978-3-458-17571-1. (Autobiografie)[3]